# Giuseppe Garibaldi (C 551)
De (MM) Giuseppe Garibaldi (C 551) is een licht vliegdekschip van de Italiaanse marine.
Het schip werd van 1981 tot 1983 gebouwd en in 1985 in dienst genomen. Het opereert vanuit de Italiaanse marinebasis in Tarente. Het schip is vernoemd naar Giuseppe Garibaldi (1807-1882), een Italiaans verzetsstrijder en voor vele Italianen een nationale held. Met een deplacement van 13 850 ton was het anno 2007 's werelds lichtste vliegdekschip in actieve dienst. In 2009 nam het nieuwe grotere vliegdekschip MM Cavour de rol van vlaggenschip over.
In 2003 werd de Giuseppe Garibaldi gemoderniseerd, en in 2013 werd het schip verbouwd. Daarbij werden zowat alle systemen vervangen; onder meer de aandrijving, het vliegdek, de vliegtuigliften, de sensoren en de wapens.

## Vliegtuigbezetting

Indeling van het vliegdek.

De Giuseppe Garibaldi is voorzien voor maximaal zestien AV-8 Harrier II-gevechtsvliegtuigen of achttien Agusta-helikopters, of een combinatie van beide. Het vliegdek is 174 meter lang, 30 meter breed, heeft geen hoekdek en is vooraan voorzien van een schans voor STOL-vliegtuigen. Het vredesakkoord na de Tweede Wereldoorlog verbood Italië het bezit van een vliegdekschip en dus voer het schip in het begin enkel met helikopters. Pas in 1989 werd het verbod opgeheven en kreeg het ook Harrier-gevechtsvliegtuigen.

## Aandrijving
De Giuseppe Garibaldi wordt aangedreven door vier gasturbines die onder licentie van General Electric werden gebouwd door FIAT. Ze leveren zo'n 81.000 pk af. Het schip haalt maximaal 30 knopen (56 km/h) en kan maximaal 7000 zeemijlen (13.000 km) varen als het een snelheid van ongeveer 20 knopen (37 km/h) aanhoudt.

## Bewapening
De Giuseppe Garibaldi is geklasseerd als een CVS-ASW; een vliegdekschip met anti-onderzeebootbewapening. Het schip is voorzien van twee lanceerinrichtingen (8 raketten lanceergereed in container) voor luchtdoelraketten, zes 324 mm-torpedobuizen en drie DARDO-afweersystemen. Er zijn verder twee lanceerinrichtingen voor antiradarsneeuw en een torpedoafleidingssysteem aanwezig.
Tot 2003 waren ook Otomat-zeedoelraketten geïnstalleerd op het achtersteven. Deze werden verwijderd om het vliegdek en de satellietcommunicatie te verbeteren.

## Inzet

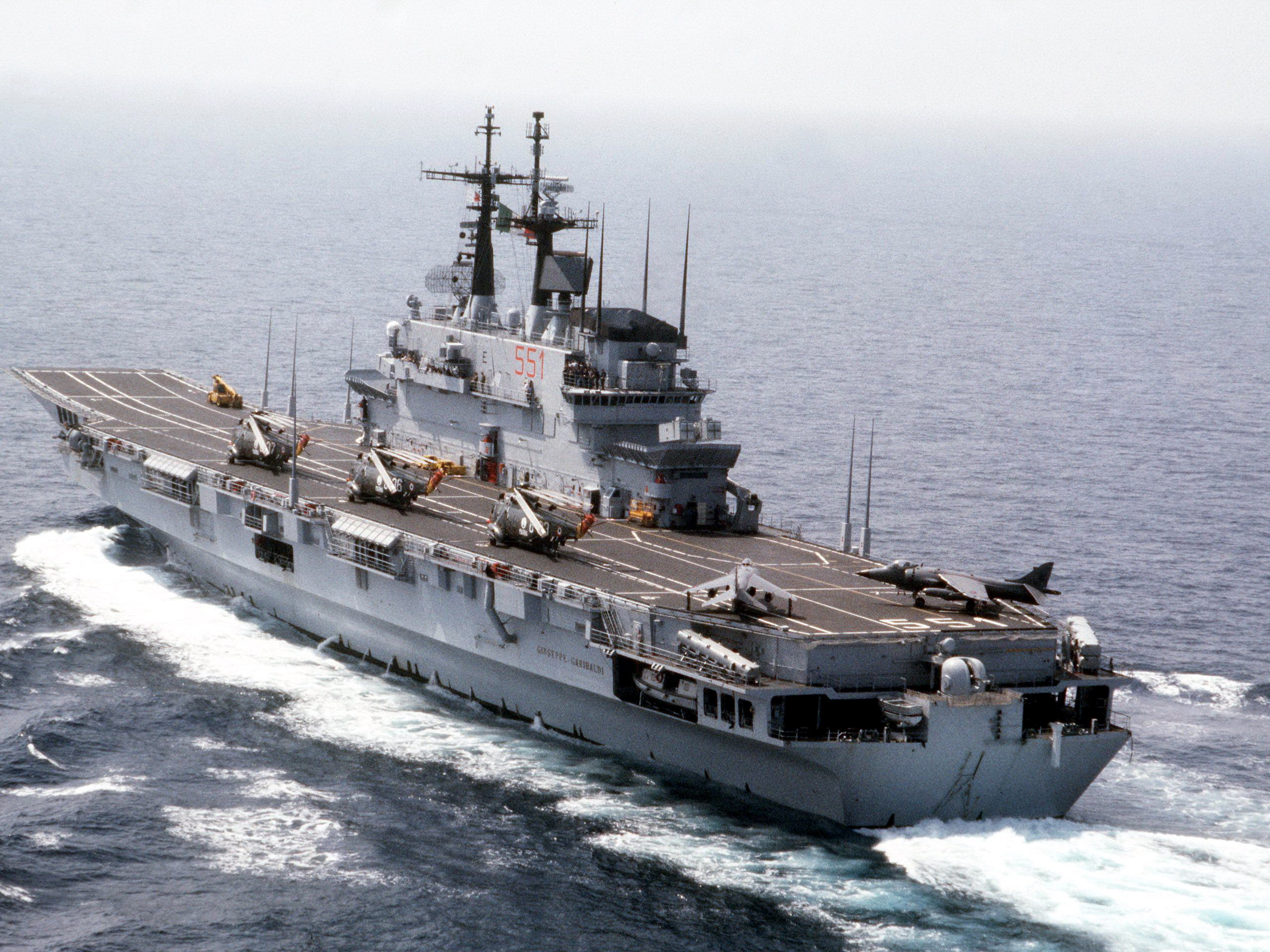
Het schip tijdens een NAVO-oefening in 1990.

In 1999 nam de Giuseppe Garibaldi met haar Harriers deel aan de NAVO-bombardementen tegen de Federale Republiek Joegoslavië in het kader van de Kosovo-oorlog.
In 2001-2 opereerde het in de Arabische Zee ter ondersteuning van de oorlog in Afghanistan.
In 2011 was het vliegdekschip betrokken bij de NAVO-luchtaanvallen en bombardementen tegen Libië.
In juni 2016 werd de Giuseppe Garibaldi het vlaggenschip van Operatie Sophia (EUNAVFOR Med); de militaire operatie tegen de mensensmokkel over de Middellandse Zee. Op 22 augustus 2016 bezochten de Duitse bondskanselier Angela Merkel, de Franse president François Hollande en de Italiaanse premier Matteo Renzi het schip tijdens gesprekken over de toekomstige defensie van de EU.